# 桂濱
33°29′49.9″N 133°34′30.1″E / 33.497194°N 133.575028°E

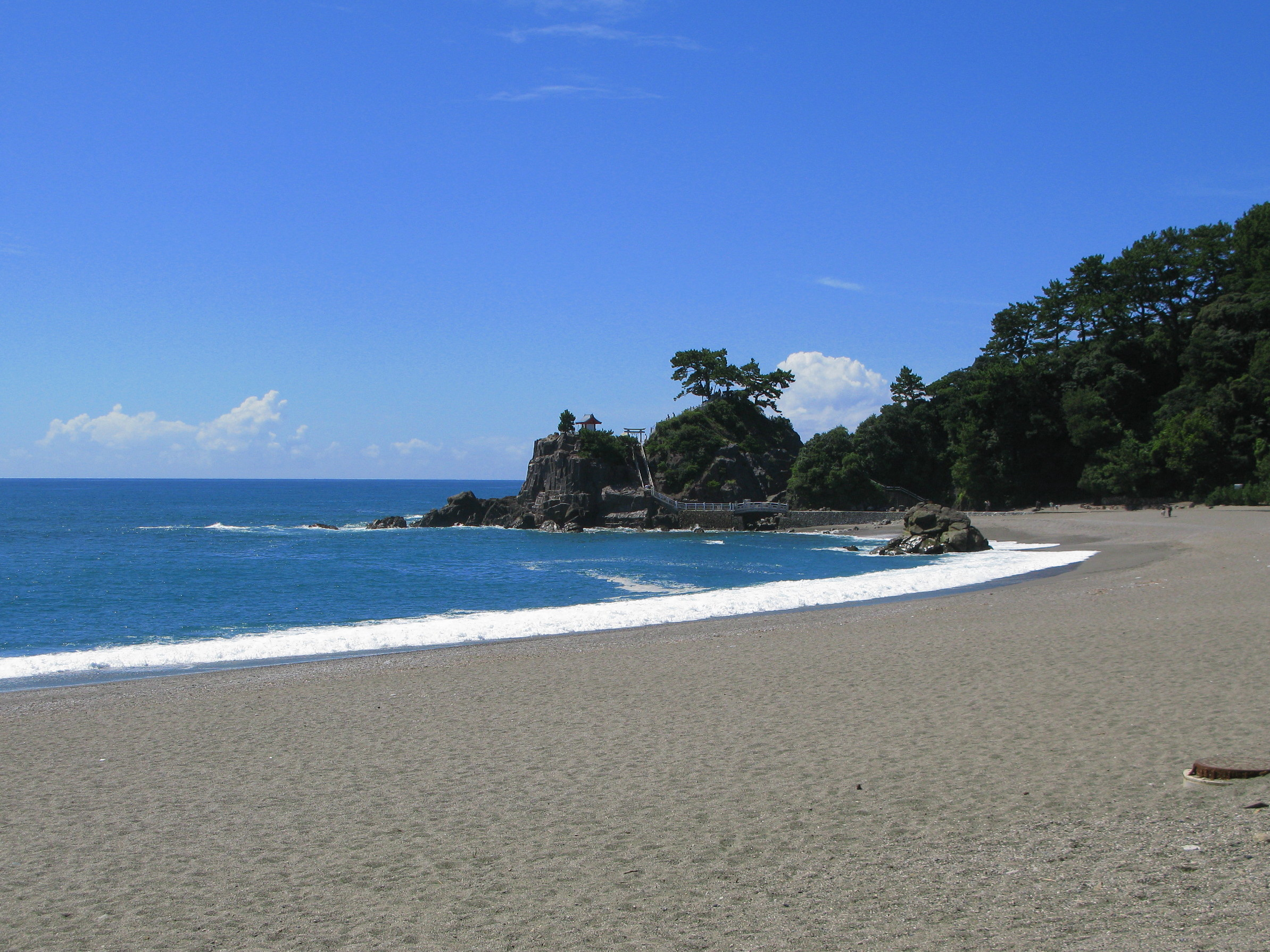
桂濱沙灘及下龍頭岬

桂濱（日语：／）是位於日本高知縣高知市浦戶地區的一處沙灘，為高知市主要的觀光景點，以立有坂本龍馬銅像而知名。週邊設有大型停車場及高知縣立坂本龍馬記念館、濱水族館、大町桂月記念碑等景點。
砂灘為東北端的上龍頭岬及西南端的下龍頭岬之間的一處弓形海灘，在下龍頭岬有海津見神社龍王宮。而因為海流速度較快，此處沙灘禁止游泳。
附近的浦戶地區有回天與震洋的格納庫遺跡。

## 歷史
1591年長宗我部元親曾在桂濱砂灘西方約200公尺處的山丘上建有浦戶城，一度成為土佐的政治中心。在土佐藩第一任藩山內一豐入主土佐後，考量到此地位於半島末端，土地狹小，因此決定改興建現在的高知城，並在1603年遷移過去。

## 交通
從高知站或南播磨屋橋可搭乘土佐電交通巴士前往。

## 景觀

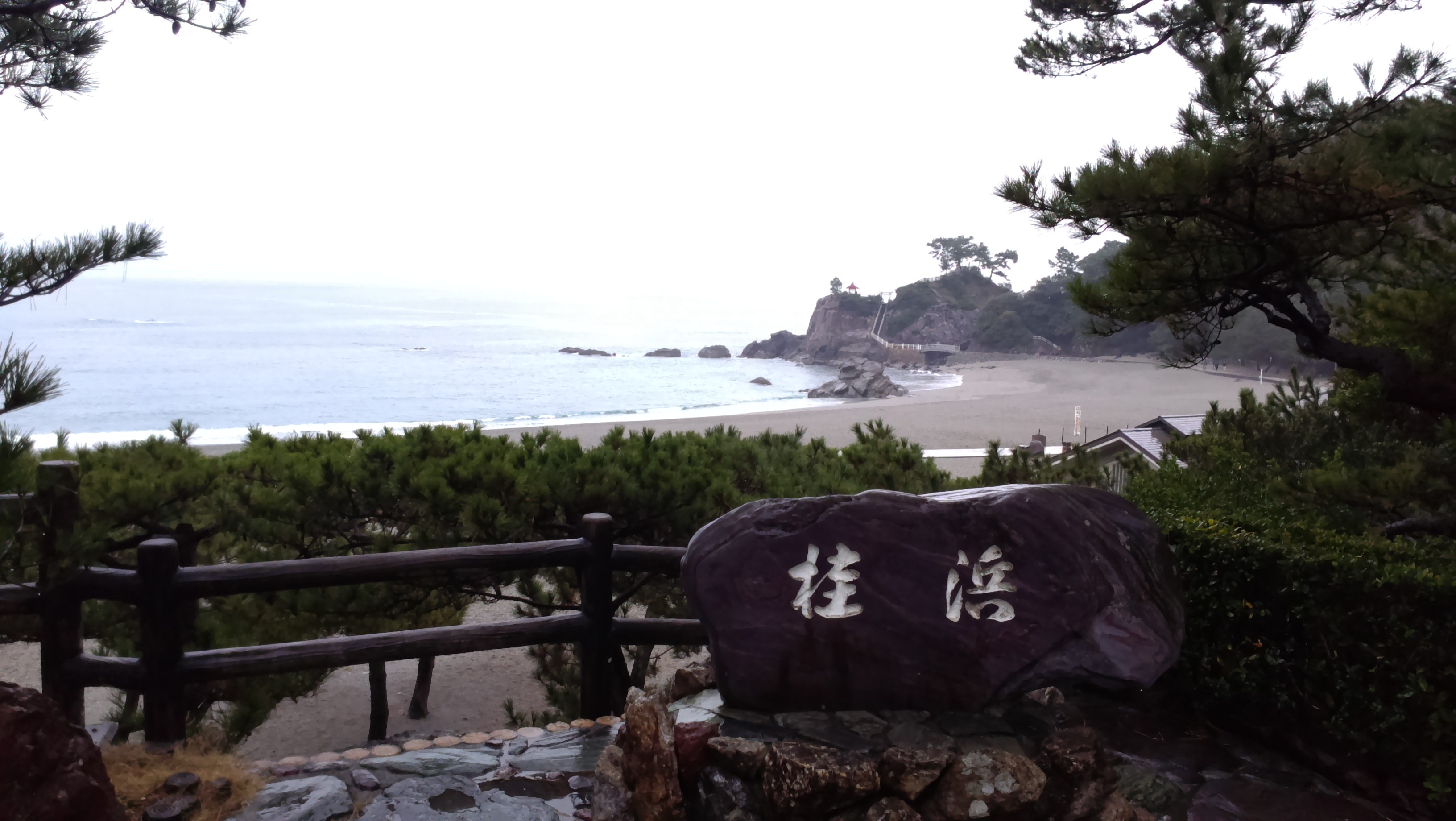
桂濱遠景
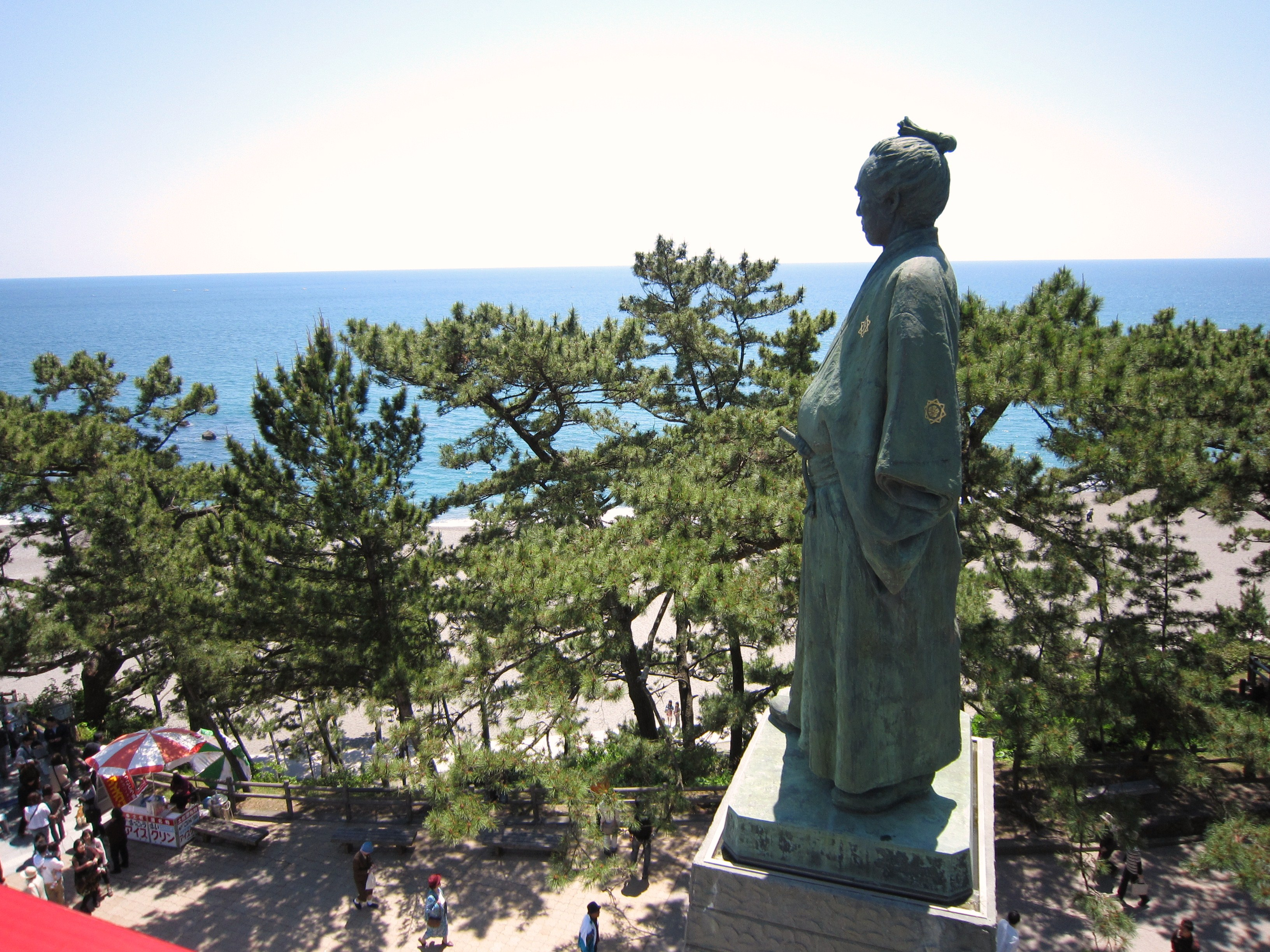
桂濱的坂本龍馬雕像
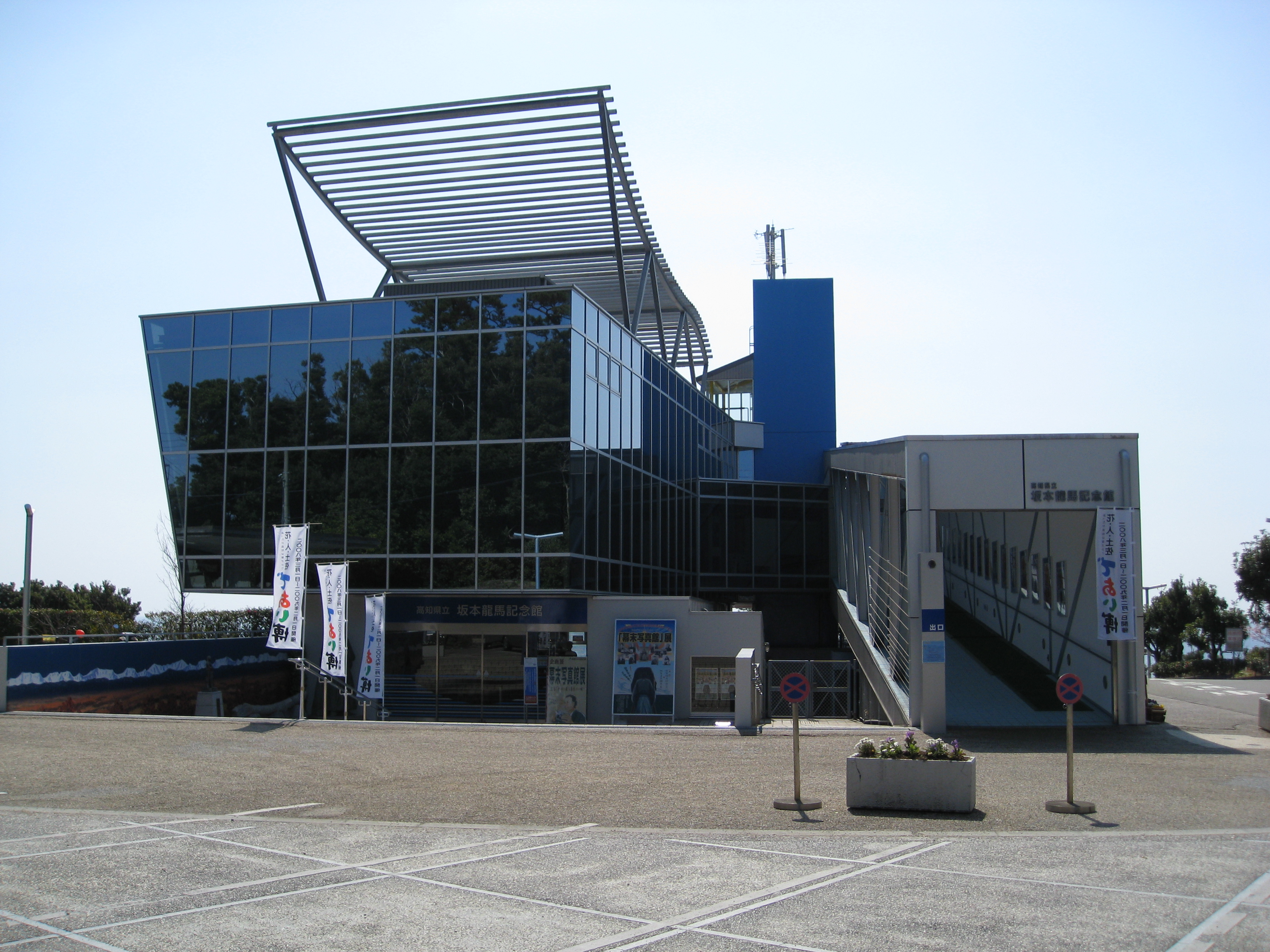
高知縣立坂本龍馬記念館
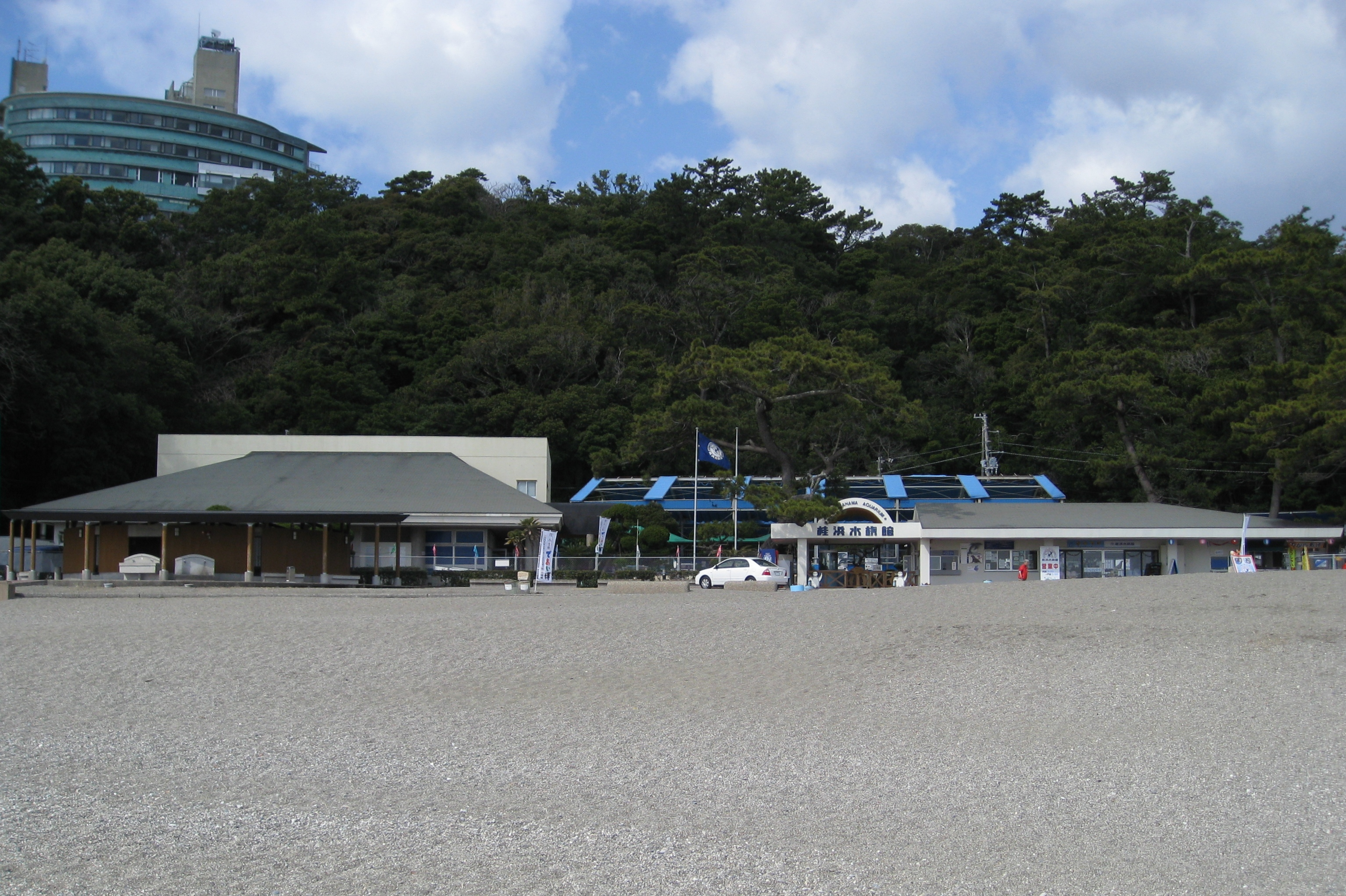
桂濱水族館
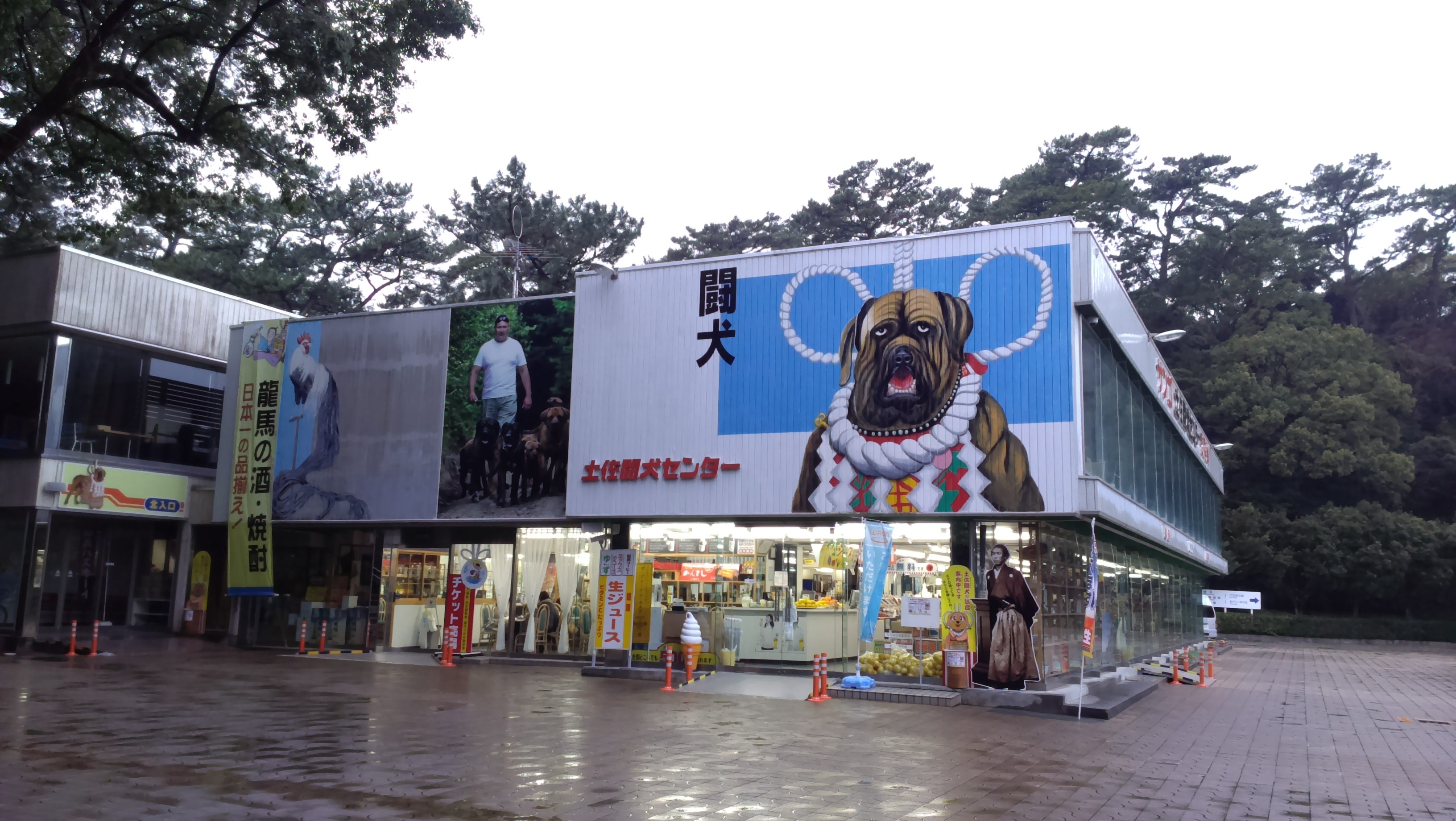
土佐鬥犬中心

## 外部連結
- （日語） 桂濱 - 高知市政府官方網頁介紹
- （日語） 月之名所桂濱 - 高知縣觀光情報站 （页面存档备份，存于）
- （日語） 土佐維新歴史文化道（四國歴史文化道（日语：四國歷史文化道））